# Beșalma, Găgăuzia
Beșalma (în găgăuză Beşalma, în rusă Бешалма) este un sat în Unitatea Teritorială Autonomă Găgăuzia, Republica Moldova.

## Demografie

### Structura etnică
Structura etnică a localității conform recensământului populației din 2004:
| Grup etnic                    | Populație | % Procentaj |
| ----------------------------- | --------- | ----------- |
| Găgăuzi                       | 4293      | 96,67%      |
| Băștinași declarați Moldoveni | 44        | 0,99%       |
| Ucraineni                     | 37        | 0,83%       |
| Ruși                          | 33        | 0,74%       |
| Bulgari                       | 25        | 0,56%       |
| Țigani                        | 5         | 0,11%       |
| Alții                         | 4         | 0,09%       |
| Total                         | 4441      |             |

## Administrație și politică
Componența Consiliului local Beșalma (13 consilieri), ales la 5 noiembrie 2023, este următoarea:
|  | Partid                                       | Consilieri | Componență | Componență | Componență | Componență | Componență | Componență | Componență | Componență |
|  | -------------------------------------------- | ---------- | ---------- | ---------- | ---------- | ---------- | ---------- | ---------- | ---------- | ---------- |
|  | Partidul „Renaștere”                         | 8          |            |            |            |            |            |            |            |            |
|  | Partidul Socialiștilor din Republica Moldova | 2          |            |            |            |            |            |            |            |            |
|  | Candidat independent GHEORGHI CHIOSEA        | 1          |            |            |            |            |            |            |            |            |
|  | Candidat independent OLGA CÎRBOBA            | 1          |            |            |            |            |            |            |            |            |
|  | Candidat independent GHEORGHI GAIDARJI       | 1          |            |            |            |            |            |            |            |            |